# 陳軾 (崇禎進士)
陈轼（1617年—1694年），字靜機。福建侯官（今福建闽侯）人。明末政治人物。
万历四十五年（1617年）出生。崇祯十三年（1640年）進士，授陽春縣知县。南明隆武朝擢為御史。桂王时，官至苍梧道參議。入清不仕，晚年流寓江浙。約卒於康熙三十三年（1694年）。著有《道山堂集》四卷等。